# Dom Dummaste
Dom Dummaste är ett rockband bildat 1979 i Stockholm av Lars Cleveman (sång, klaviaturer) och Martin Rössel (sång, gitarr). I uppsättningen ingick också från början Henrik Stawe på bas och Anders Hernestam på trummor. Medlemmar har kommit och gått under åren, bl.a. Ralf Nygård, Carl Michael von Hausswolff, Daniel Birnbaum, Carl Johan De Geer, Nils Personne, Truman Kaputt, Ingvar Strangekindawoman, Calle Hilborn,  Olle Schedin, Håkan Soold, Lazlo Spröd, Tristan Tzara och Tutanchamon Fästing.  
Dom Dummaste debuterade 1980 med musikkassetten Lars Cleveman, Martin Rössel & Dom Dummaste på Sista Bussen och blev under det tidiga 1980-talet ett av de mest uppmärksammade nya rockbanden med låtar som Jesu Kristi 100 krig och ett antal livekonserter runt om i Sverige. 
Efter Sympati för djävulen 1982 på MNW började bandet ge ut album på egna etiketter. Under 2000-talet har Martin Rössel och Lars Cleveman också spelat live tillsammans under namnet Cleveman Rössel och gett ut CD:n Prayer of Love.
Det senaste albumet album gavs ut 2011 och en intervju med Lars Cleveman och Martin Rössel där de gestaltades av Bill Skarsgård och Gustav Skarsgård blev också berömd på youtube. Intervjuaren Fredrik Strage gestaltades av Fredrik af Trampe

## Diskografi

### Dom Dummaste
- 1980 – Lars Cleveman, Martin Rössel och Dom Dummaste (kassettband, Sista Bussen)
- 1981 – Julsingel -81 (Sista Bussen)
- 1982 – Sympati för djävulen (MNW)
- 1983 – Revolverkäke (DD Records)
- 1992 – 4 känsler (Criminal Records)
- 1996 – Patrik  (Criminal Records)
- 1998 – The Backward Tapes (samling av tidiga låtar från Sista Bussen)
- 2000 – Fluffprestige 2000 (Criminal Records)
- 2011 – Album (The Label)

### Cleveman Rössel
- 2005 – Prayer of Love (The Label)